# Paraungerella
Paraungerella is een geslacht van uitgestorven kreeftachtigen uit de klasse van de Ostracoda (mosselkreeftjes).

## Soorten
- Paraungerella luofuensis Wang (Shang-Qi), 1986 †
- Paraungerella nandanensis Wang (Shang-Qi), 1986 †